# Garbage (musikalbum)
Garbage är det självbetitlade debutalbumet av den skotsk-amerikanska rockgruppen Garbage, utgivet den 15 augusti 1995.

## Låtlista
Alla låtar skrivna av Garbage, förutom "Stupid Girl" av Garbage, Joe Strummer och Mick Jones.
| Nr           | Titel                    | Längd |
| ------------ | ------------------------ | ----- |
| 1.           | Supervixen               | 3:55  |
| 2.           | Queer                    | 4:36  |
| 3.           | Only Happy When It Rains | 3:56  |
| 4.           | As Heaven Is Wide        | 4:44  |
| 5.           | Not My Idea              | 3:41  |
| 6.           | A Stroke of Luck         | 4:44  |
| 7.           | Vow                      | 4:30  |
| 8.           | Stupid Girl              | 4:18  |
| 9.           | Dog New Tricks           | 3:56  |
| 10.          | My Lover's Box           | 3:55  |
| 11.          | Fix Me Now               | 4:43  |
| 12.          | Milk                     | 3:53  |
| Total längd: | Total längd:             | 50:51 |

## Medverkande
Garbage
- Shirley Manson – sång
- Steve Marker – gitarr, samplingar och loopar
- Duke Erikson – gitarr, keyboard
- Butch Vig – trummor, loopar, noise och efx

Studiomusiker
- Mike Kashou – bas
- Les Thimmig – klarinett ("Queer")